# José Luis Martí
José Luis Martí Soler (Palma de Mallorca, Islas Baleares, España, 28 de abril de 1975), más conocido como Martí, es un entrenador y exfutbolista español que jugaba de mediocentro. Actualmente está sin equipo tras abandonar la disciplina de la U. D. Ibiza.

## Trayectoria

### Como jugador
Empezó su carrera deportiva en los escalafones inferiores del Real Mallorca, llegando al primer equipo en la temporada 1999-2000. Al no lograr asentarse en la primera plantilla pasó en la temporada 2000-01 al CD Tenerife, en el cual estuvo tres temporadas consiguiendo un ascenso a Primera División. Llegó al Sevilla FC en la temporada 2003-04 y desde su llegada al club fue titular indiscutible en las filas de Joaquín Caparrós, Juande Ramos y Manolo Jiménez, aunque cada vez de forma menos asidua. Su estancia en Sevilla coincidió con los años dorados del club, consiguiendo dos Copas de la UEFA, una Supercopa de Europa, una Copa del Rey y una Supercopa de España.
Finalmente, el 16 de enero de 2008 se anunció oficialmente su cesión por seis meses a la Real Sociedad con una opción de compra para el club vasco, que no ejercería.
El 21 de julio de 2008 fue presentado como nuevo jugador del Real Club Deportivo Mallorca, donde colgaría las botas 7 años más tarde con 40 años y casi 2 meses. Siendo el jugador más veterano de la historia del club bermellón.

### Como entrenador
El entrenador balear inició su carrera en los banquillos en las categorías inferiores del Mallorca, club en el que se formó como futbolista y en el que cerró también su carrera profesional, hasta que en la temporada 2015-16 le llegó la llamada del Tenerife para sustituir a Raül Agné en la jornada 12. El 4 de noviembre de 2015, empezó su trayectoria como entrenador en uno de sus exequipos, el Club Deportivo Tenerife. Unos buenos resultados y una mejoría en el juego con respecto al técnico anterior, permitió al conjunto tinerfeño salir del descenso e incluso, llegar a las últimas jornadas con opciones de disputar el play-off. A pesar de que esto último no acabó por concretarse, su gran labor le permitió renovar su contrato por una temporada más. En su segundo curso en el banquillo del Heliodoro Rodríguez, Martí llevó a sus pupilos a la promoción de ascenso tras superar un mal inicio de campeonato, pero el Getafe CF evitó que el conjunto insular regresara a la élite. El 5 de junio de 2017 se confirmó su renovación con el Tenerife para la temporada 2017-18. Sin embargo, fue destituido el 4 de febrero de 2018, tras sumar un solo punto en los 4 últimos partidos, dejando al Tenerife en la 13.ª posición tras 25 jornadas.
El 8 de abril de 2019, se convirtió en entrenador del Deportivo de La Coruña, en sustitución de Natxo González, hasta el 30 de junio de 2019. Logró clasificar al conjunto gallego para la promoción de ascenso al terminar 6º en la Liga. En la promoción de ascenso ganó 4-2 y 0-1 en semifinales ante el Málaga. En la ida de la final ganó 2-0 ante el Mallorca, pero en la vuelta perdió 3-0 en Son Moix, donde estuvo a un gol de volver a Primera División, y no continuó en el banquillo de Riazor.
El 28 de octubre de 2019, fue confirmado como nuevo técnico del Girona FC, firmando hasta final de temporada. Fue despedido el 30 de junio de 2020, tras sumar 9 victorias, 8 empates y 6 derrotas en 23 partidos, pese a que el conjunto catalán ocupaba posiciones de promoción de ascenso.
El 3 de agosto de 2020, se convirtió en el nuevo entrenador del CD Leganés. El 26 de enero de 2021, tras sumar 5 jornadas consecutivas sin ganar, fue cesado en sus funciones.
El 23 de febrero de 2022, se convirtió en entrenador del Real Sporting de Gijón de la Segunda División de España, sustituyendo a David Gallego. El 3 de mayo de 2022, fue destituido de su cargo, tras conseguir una victoria, tres empates y seis derrotas en 10 partidos.
El 27 de junio de 2024, se convirtió en nuevo entrenador de la UD Ibiza de Primera Federación, con el objetivo de devolver al equipo ibicenco al fútbol profesional. Sin embargo, fue destituido el 11 de noviembre de 2024, después de sólo 12 partidos de liga.

## Clubes

### Como jugador
| Club                  | País   | Año       |
| --------------------- | ------ | --------- |
| R. C. D. Mallorca "B" | España | 1995-1999 |
| R. C. D. Mallorca     | España | 1999-2000 |
| C. D. Tenerife        | España | 2000-2003 |
| Sevilla F. C.         | España | 2003-2008 |
| Real Sociedad         | España | 2008      |
| R. C. D. Mallorca     | España | 2008-2015 |

### Como entrenador
| Club                         | País   | Año       |
| ---------------------------- | ------ | --------- |
| C. D. Tenerife               | España | 2015-2018 |
| R. C. Deportivo de La Coruña | España | 2019      |
| Girona F. C.                 | España | 2019-2020 |
| C. D. Leganés                | España | 2020-2021 |
| Real Sporting de Gijón       | España | 2022      |
| U. D. Ibiza                  | España | 2024      |

## Palmarés

### Como jugador

#### Competiciones nacionales
| Título              | Club          | País   | Año  |
| ------------------- | ------------- | ------ | ---- |
| Copa del Rey        | Sevilla F. C. | España | 2007 |
| Supercopa de España | Sevilla F. C. | España | 2007 |

#### Competiciones internacionales
| Título              | Club          | País   | Año  |
| ------------------- | ------------- | ------ | ---- |
| Copa de la UEFA     | Sevilla F. C. | España | 2006 |
| Supercopa de Europa | Sevilla F. C. | España | 2006 |
| Copa de la UEFA     | Sevilla F. C. | España | 2007 |